# Frañol
El frañol (en español) o fragnol (en francés), es una contracción de las palabras francés/français, castellano y español/espagnol con que se define un pidgin hablado por las poblaciones hispanohablantes de las regiones francófonas. Esta lengua híbrida apareció con la llegada de inmigrantes españoles y latinoamericanos en los años 1950 a Francia.
Debe notarse que los términos frañol, franpañol/franpagnol e hispanés/hispanais son sinónimos de frañol.

## Aspectos del frañol
El frañol es ante todo una alternancia de código en una frase usando palabras españolas, castellano y francés. La frase alterna pasajes en español y en francés: «Lo siento, no puedo venir ce weekend porque j'ai trop de trabajo en retard, lo dejamos para la semana qui vient». Por lo tanto, es un fenómeno propio de los bilingües.
Esto se manifiesta también en el nivel sintáctico de los hispanismos o galicismos verbales: «Où as-tu estacionado la voiture?» (de estacionar en español, se garer en francés). «No sé lo que le pasa a mi coche, no quiere demarrar» (de démarrer en francés, arrancar en español).
Algunas palabras frañolas de origen popular tienen sus raíces en las expresiones de los inmigrantes españoles y de habla hispana en Francia. Ellos simplemente mezclaron las estructuras de palabras francesas en el proceso de hispanización. Por ejemplo la palabra «pubela» (basura), proviene de la francesa poubelle. Existen modificaciones un poco más complejas como «rendivú» (cita), proveniente de rendez-vous en francés. Otras palabras son simplemente calcadas del francés pero añadiendo una terminación y el acento español. Por ejemplo, « Je vais à la poste », se convierte en «Voy a la posta».

## Ejemplos
| Palabra francesa  | Palabra española   | Frañol       |
| ----------------- | ------------------ | ------------ |
| assurance         | seguro             | asségourance |
| chômage           | paro               | tchomáro     |
| pantoufle         | zapatillas         | pantúnflas   |
| madame            | señora             | madán        |
| petits pois       | guisantes          | petipuás     |
| sac-à-dos         | mochila            | sachila      |
| gâteau            | pastel             | gatò         |
| tourte galicienne | empanada           | èmpanade     |
| dépanneur         | tienda             | dèpanor      |
| épicerie          | mercado            | epicería     |
| carotte           | zanahoria          | carrota      |
| chauffe-eau       | calentador de agua | calefón      |
| décalé            | desfasado          | decalado     |
| poubelle          | basura             | pubela       |